# Сан-Педру-дус-Феррус
Сан-Педру-дус-Феррус (порт. São Pedro dos Ferros) — муниципалитет в Бразилии, входит в штат Минас-Жерайс. Составная часть мезорегиона Зона-да-Мата. Входит в экономико-статистический микрорегион Понти-Нова. Население составляет 10 251 человек на 2006 год. Занимает площадь 400,669 км². Плотность населения — 21,2 чел./км².

## История
Город основан 29 июня 1943 года.

## Статистика
- Валовой внутренний продукт на 2003 год составляет 47 280 379,77 реалов (данные: Бразильский институт географии и статистики).
- Валовой внутренний продукт на душу населения на 2003 год составляет 4612,27 реалов (данные: Бразильский институт географии и статистики).
- Индекс развития человеческого потенциала на 2000 год составляет 0,705 (данные: Программа развития ООН).